# 熊本市出身の人物一覧
熊本市出身の人物一覧（くまもとししゅっしんのじんぶついちらん）は、熊本県熊本市出身の人物の一覧表である。太字で表記されている者は故人。

## 近現代以前の人物
- 横井小楠（幕末の儒学者、思想家）
- 中島広足（国学者、歌人）：熊本城下
- 林桜園（幕末の思想家、国学者）：熊本城下山崎町
- 久米平内（武士、剣術家）
- 村上新九郎（熊本藩士）
- 松田重助（尊皇攘夷派志士）
- 太田黒伴雄（神風連の乱の首領）：熊本被分町
- 加屋霽堅（熊本藩士、神風連副首領、敬神党代表）：熊本城下高田原（現・中央区下通）
- 河上彦斎（熊本藩士、尊皇攘夷派）：熊本城下の新馬借町（現・中央区新町3丁目）

## 政官界
- 赤星典太（内務官僚、実業家。元熊本・山口・長野・長崎県官選知事）
- 石坂繁（元衆議院議員、第12、19、20代熊本市長、弁護士）
- 井手三郎（元衆議院議員、ジャーナリスト）：肥後国飽田郡中島村（現・西区）
- 井上毅（明治の官僚、政治家）
- 岩男三郎（元秋田・福井・宮崎・徳島県官選知事）
- 上村英明（衆議院議員）
- 上塚司（元衆議院議員）：旧城南町
- 大西一史（熊本市長）
- 小山令之（元衆議院議員、弁護士）：飽田郡奥古閑村（現・南区）
- 嘉悦氏房（官選第3代胆沢県大参事、熊本県会議議長、衆議院議員）：肥後国託麻郡本山村（現・中央区）
- 鹿子木小五郎（元官僚・裁判官、元香川・和歌山・岐阜県官選知事、貴族院議員）
- 北口龍徳（元参議院議員）
- 木原稔（衆議院議員）
- 木村仁（参議院議員）
- 幸山政史（前・熊本市長）
- 小材学（元熊本県議会議長、元九州各県議会議長会会長）：旧植木町
- 後藤英友（衆議院議員）
- 坂本三郎（法務官僚・裁判官・検察官・東京地方裁判所判事）
- 佐々友房（教育者、言論人、元衆議院議員）
- 澤田治男（元熊本市議会議員、元熊本県議会議員）
- 高田露（元衆議院議員）：肥後国託麻郡春日村（現・西区）
- 中島英史（元秋田県副知事）
- 東家嘉幸（元衆議院議員、元国土庁長官）：旧城南町
- 中松乙彦（元高雄市長、元台湾総督府官僚）
- 中村継男（元衆議院議員、元大蔵官僚）
- 野田武夫（元総理府総務長官、自治大臣）
- 馬場一衛（内務官僚・警察官僚。官選第26代青森県知事、門司市長）
- 馬場成志（熊本県議会議長、熊本県議会議員）
- 林市蔵（元三重・山口・大阪府官選知事、内務官僚）
- 林田正治（元衆議院議員、元参議院議員、元熊本市長）：旧城南町
- 原田十衛（元衆議院議員、ジャーナリスト）：肥後国飽田郡古町村（現・西区二本木）
- 春田重昭（元衆議院議員）
- 平井三男（元朝鮮総督府・内務官僚、元青森・山口県官選知事）：熊本市四軒町（現・中央区水道町）
- 福嶋健一郎（衆議院議員）
- 藤島正健（元大蔵官僚、元富山・千葉県官選知事）
- 藤末健三（参議院議員）
- 細川隆元（政治評論家、元衆議院議員）
- 本田桂子（多数国間投資保証機関長官、コロンビア大学客員教授）
- 丸山重俊（熊本藩士、検察官、警察官僚、官選第18代島根県知事）：肥後国熊本城下高田原（現・中央区下通）
- 三角保之（元熊本市長）：川尻（現・南区川尻）
- 宮本勝彬（元水俣市長）
- 守住有信（元参議院議員）
- 藏原隆浩（玉名市長）
- 荒木千陽（東京都議会議員）

## 財界・実業界
- 石原靖也（東光石油代表取締役会長）
- 石光真澄（恵比寿麦酒支配人）
- 磯田一郎（元住友銀行会長・経団連副会長）
- 奥村剛（プリンスホテル執行役員、東京都市圏エリア統括総支配人、埼玉西武ライオンズ球団社長）
- 小田啓二（兼松元代表取締役社長・会長）
- 木村康（石油連盟会長）
- 迫静二（富士銀行初代頭取）
- 佐藤洋二（双日社長）
- 高木第四郎（弘乳舎創業者、元九州新聞（現熊本日日新聞）社長）
- 高崎義一（キズナジャパン創業者）
- 武田一康（コンドル出版社代表取締役社長）
- 武田圭二（コンドル出版社専務取締役）
- 立石一真（オムロン創業者）
- 田村浩章（宇部興産代表取締役社長）
- 戸崎誠喜（元伊藤忠商事会長）：新町（現・中央区新町）
- 中野健二郎（阪神高速道路会長、元三井住友銀行副会長）
- 長野吉彰（肥後銀行頭取・会長・常任顧問を歴任）
- 西野一夫（元東宝代表取締役副社長、芸苑社・東宝映像美術初代代表取締役社長）
- 信原啓也（元日本クレジットカード協会会長、元ジェーシービー (JCB)社長）
- 芳賀義雄（元日本製紙連合会会長、元日本製紙グループ本社社長）
- 古荘四郎彦（初代千葉銀行頭取）
- 細谷英二（りそなホールディングス会長）
- 美作太郎（元日本評論社専務取締役、新評論社創立者・社長・会長を歴任、出版学研究者）
- 山本卓眞（富士通社長・会長・名誉会長を歴任）

## 学界
- 井沢英二（地球科学者）
- 入江正之（建築家、早稲田大学理工学部建築学科教授）
- 岩井忠熊（歴史学者、立命館大学名誉教授）
- 岩﨑一生（法学者、名古屋大学名誉教授）
- 浮田和民（思想家、政治学、法学博士）
- 宇野哲人（漢文学者、東京大学名誉教授）
- 大森賢治（物理学者、化学者）
- 緒方清（経済学者・東京商科大学（現・一橋大学）助教授）
- 緒方信助（元星薬科大学学長）：旧城南町
- 奥田統己（言語学者、札幌学院大学教授）
- 加地正郎（医師、元久留米大学医学部第一内科教授、名誉教授）
- 勝田有恒（法学者、元一橋大学名誉教授）
- 姜尚中（政治学者、東京大学法学部教授）
- 木下広次（教育者、京都帝国大学初代総長）
- 木村栄一（保険学者、一橋大学名誉教授）：旧城南町
- 黒田源次（心理学者・美術史家）
- 後藤昭雄（国文・漢文学者、大阪大学名誉教授、成城大学教授）
- 小林久雄（考古学者、城南町初代町長）：旧城南町
- 小山静子（教育学・女性史学者、京都大学教授）
- 阪本是丸（歴史学者、神道学者）：旧植木町
- 佐々弘雄（政治学者、法学者、元九州帝国大学教授、元熊本日日新聞社社長）
- 佐藤伝蔵（地球科学者）
- 末延三次（英米法学者、東京帝国大学（現・東京大学）元教授、立教大学元教授）
- 関晃（歴史学者、東北大学名誉教授）
- 高野敏樹（法学者、上智大学短期大学部第2代学長）
- 谷川道雄（東洋史学者、京都大学名誉教授）
- 玉城康四郎（仏教学者）
- 塚本啓祥（仏教学者、東北大学名誉教授）
- 徳永洋（横井小楠研究家）
- 友枝敏雄（社会学者、大阪大学教授）
- 内藤濯（フランス文学者、評論家、翻訳家、エッセイスト）
- 内藤高（比較文学者、元大阪大学教授）
- 西田典之（刑法学者、学習院大学教授、東京大学名誉教授）
- 貫達人（日本史学者）
- 沼田哲（歴史学者、青山学院大学教授）
- 沼田次郎（歴史学者、東京大学名誉教授）
- 蓮田善明（国文学者、文芸評論家）：旧植木町
- 羽矢謙一（英文学者、明治大学名誉教授）
- 原田敏明（民俗学者、宗教学者）：旧植木町
- 東明雅（国文学者、俳人、信州大学名誉教授）
- 平田耿二（日本史学者、上智大学名誉教授）
- 平野龍一（刑法・刑事訴訟法学者、元東京大学総長、名誉教授）
- 福間良明（社会学者、立命館大学産業社会学部准教授）
- 藤木邦彦（日本史学者、東京大学名誉教授）
- 藤野渉（哲学者、名古屋大学名誉教授）
- 星乃治彦（歴史学者、福岡大学人文学部歴史学科教授）
- 本田正次（植物学者、東京大学名誉教授）
- 本田康典（英米文学者、宮城学院女子大学名誉教授）
- 牧英正（法制史学者、大阪市立大学名誉教授）
- 松浦光修（皇學館大学文学部教授）
- 松本雅明（東洋史学者、熊本大学名誉教授）：旧城南町
- 宮本幸男（アマチュア天文学者）
- 森本治吉（国文学者、二松学舎大学名誉教授、歌人）
- 山室信一（政治学者、京都大学人文科学研究所教授）

## 軍人
- 荒木克業（陸軍大尉）：南区
- 石光真清（陸軍少佐）
- 石光真臣（陸軍中将）
- 河野壽（陸軍軍人）
- 鋳方徳蔵（陸軍中将）：旧城南町
- 深沢友彦（陸軍中将、第10代八王子市長）
- 中村一夫（陸軍大尉）
- 大森仙太郎（海軍中将）
- 桑原重遠（海軍大佐）
- 城英一郎（海軍少将）
- 林正義（海軍中尉）
- 堀内豊秋（海軍大佐）
- 米村末喜（海軍中将）：旧天明町

## 文化人
- 有田真平（放送作家）
- 日置経尊（実業家、経営者、観光DXリーダー）
- 乾信一郎（小説家、放送作家、翻訳家）：旧城南町
- 梶尾真治（小説家）
- 徳永直（小説家）
- 永畑道子（女性史家、ノンフィクション作家）
- 深見真（小説家、漫画原作者）
- 福島次郎（小説家）
- 光岡明（小説家）
- 有働亨（俳人）
- 中村汀女（俳人）
- 西島麦南（俳人）
- 正木ゆう子（俳人）
- 宗不旱（歌人）：鹿本町育ち
- 安永蕗子（歌人）
- 江崎実生（映画監督）
- 黒土三男（脚本家、映画監督）
- 牛原虚彦（映画監督）
- 仁科熊彦（映画監督）
- 行定勲（映画監督）
- 芥川保志（映画プロデューサー）
- マンハッタン坂本（映画コメンテーター）
- 荒木とよひさ（作詞家）
- 島田磬也（作詞家）
- 冬樹かずみ（作詞家、作曲家、編曲家、音楽プロデューサー）
- 橋本博行（劇作家、脚本家）
- 清水天山（書道家）：飽田村土河原（現・南区土河原町）
- 武田双葉（書道家）
- 武田双雲（書道家）
- 武田双龍（書道家）
- 安本亀八（生人形師）
- 山内城司（写真家）
- 山田敦士（写真家）
- 堅山南風（日本画家）
- 杉谷雪樵（日本画家）
- 野村雪江（日本画家）
- 牛島憲之（洋画家）
- 大津英敏（洋画家）
- 中村鳳龍（洋画家）
- 森本木羊子（版画家、仏画家）
- 葉祥明（画家、絵本作家、詩人）
- 岩井希久子（絵画修復家）
- 有吉京子（漫画家）
- 大石浩二（漫画家）：旧富合町
- 尾田栄一郎（漫画家）
- 古閑裕一郎（漫画家）
- 小手川ゆあ（漫画家）
- 酒井美羽（漫画家）
- 清水玲子（漫画家）
- 園田健一（漫画家）
- ダーティ・松本（漫画家）
- たがわ靖之（漫画家）
- 田島みるく（漫画家）
- 緑川ゆき（漫画家）
- 森本梢子（漫画家）
- 吉崎観音（漫画家）
- 渡邉築（漫画家）
- 米澤嘉博（漫画評論家）
- 増田龍治（3DCGアニメ監督）
- わたなべひろし（アニメーション監督）
- 藤川義夫（将棋棋士）
- 前田祐司（将棋棋士）
- 鶴山淳志（囲碁棋士）
- 緒方理一郎（建築家）
- 坂口恭平（建築家、写真家、作家）
- 日高常博（評論家、プロデューサー、プランナー）
- 直江光信（スポーツライター）
- 前田知巳（コピーライター、クリエイティブディレクター）
- 田中達也（ミニチュア写真家）
- かんなとあきら(YouTuber)

## マスコミ
- 池辺三山（ジャーナリスト）
- 平川清風（ジャーナリスト）
- 宮部寸七翁（ジャーナリスト、俳人）：旧城南町
- 中村俊介（朝日新聞記者）
- 稲塚貴一（NHKアナウンサー）
- 庭木櫻子（NHKアナウンサー）
- 畠山衣美（NHKアナウンサー）
- 武田真一（元NHKアナウンサー）：生まれは阿蘇郡高森町
- 本郷純二（フジテレビ事業センターゼネラルプロデューサー）
- 中村秀昭（TBSアナウンサー）
- 山本恵里伽（TBSアナウンサー）
- 浦川泰幸（朝日放送テレビアナウンサー）
- 浅井みどり（熊本県民テレビアナウンサー）
- 村上美香（熊本県民テレビアナウンサー）
- 濱田香織（元熊本県民テレビアナウンサー）
- 岡村久美（熊本放送報道記者、元アナウンサー）
- 岡村清香（元熊本放送アナウンサー）
- 江上浩子（熊本放送元アナウンサー、現報道部キャスター）
- 野溝美子（熊本放送アナウンサー）
- 原武博之（熊本放送元アナウンサー、現ラジオ局局次長）
- 檜室英子（熊本放送元アナウンサー、現報道部記者）
- 本田恭子（元熊本放送アナウンサー）
- 本田史郎（熊本放送アナウンサー）
- 熊本竜太（テレビ熊本アナウンサー）
- 郡司琢哉（テレビ熊本アナウンサー）
- 後藤祐太（テレビ熊本アナウンサー）
- 中原理菜（テレビ熊本アナウンサー）
- 福田浩一（テレビ熊本元アナウンサー、現事業局）
- 藤本愛英（元テレビ熊本アナウンサー、雑誌編集者）
- 門垣逸夫（熊本朝日放送代表取締役社長、元朝日新聞記者）
- 徳永千帆子（熊本朝日放送アナウンサー）
- 山田真由美（福岡放送アナウンサー）
- 佐藤肖嗣（長崎国際テレビアナウンサー）
- 松本祐明（テレビ長崎アナウンサー）
- 徳住有香（鹿児島讀賣テレビアナウンサー）
- 桑原りさ（フリーアナウンサー、圭三プロダクション所属）
- 荘口彰久（ラジオパーソナリティ、フリーアナウンサー、元ニッポン放送アナウンサー）
- 相越久枝（ラジオDJ・パーソナリティ・ディレクター）
- 坂野栄信 （広島ホームテレビアナウンサー、元競泳選手）

## 芸能
- いけだてつや（お笑い芸人、元「三福星」）
- 井手らっきょ（お笑い芸人、たけし軍団）
- 海原はるか（お笑い芸人、「海原はるか・かなた」）
- くりぃむしちゅー（お笑いコンビ）
  - 上田晋也
  - 有田哲平
- 小橋太っ太（お笑い芸人、「小橋・奥村組」、元「3フランシスコ」）
- コロッケ（ものまねタレント）
- ダイタク（お笑いコンビ）
  - 吉本 大
  - 吉本 拓
- ダブルウィッシュ（お笑いコンビ）
  - 中川新介
  - 井手一博
- チャンス青木（お笑い芸人、漫才協会理事）
- 原哲男（お笑い芸人、吉本新喜劇、俳優）
- 安井まさじ（お笑い芸人、吉本新喜劇）
- 4代目宝井琴調（講談師）
- 植野堀まこと（タレント）
- 井上晴美（タレント）
- 茂森あゆみ（タレント）
- スザンヌ（タレント）
- 櫻間伴馬（能楽師）
- 天草四郎（俳優）
- 内田悠一（俳優）
- 大迫茂生（俳優）
- 大町文夫（俳優）
- 幸田宗丸（俳優）
- 高良健吾（俳優）
- 財津一郎（俳優、コメディアン）
- 斉藤秀翼（俳優）
- 坂野栄信（俳優、元競泳選手）
- 大地康雄（俳優）
- 竹財輝之助（俳優）
- 名和宏（俳優）
- 柳妻麗三郎（俳優、芸人、元奇術師、元照明技師）
- 市川純（女優）
- 甲斐麻美（女優）
- 黒田歩美夏（タレント）
- 倉科カナ（女優、タレント、グラビアアイドル）
- 近藤沙瑛子 (アイドル「＃ババババンビ」)
- 小嶺麗奈（女優）
- 島田陽子（女優）
- 高橋玲奈（女優、タレント、アイドル）
- 中島葵（女優）
- 橋本愛（女優）
- 福田沙紀（女優、タレント、歌手）
- 宮崎美子（女優）
- 山野はるみ（女優）
- 香取環（ポルノ女優）
- 宮崎京（ファッションモデル、2003年ミス・ユニバース世界5位）：旧城南町
- 石原良（声優、ナレーター）
- 釘宮理恵（声優）
- 西原さおり（声優）
- のだまみ（声優）
- 中山あやか（ファッションモデル）
- イサオ（ローカルタレント）
- 上田啓介（ローカルタレント、実業家）
- うんばば中尾（ローカルタレント）
- 英太郎（ローカルタレント、ものまねタレント）
- 江越哲也（ラジオDJ）
- 大田黒浩一（ローカルタレント）
- 奥田圭（ローカルタレント、ラジオDJ）
- 黒木よしひろ（ローカルタレント）
- 小松士郎（ローカルタレント）
- 橋口真希（MC、ラジオDJ、パーソナリティ）
- ばってん荒川（ローカルタレント）
- 藤本一精（ローカルタレント）
- 渡辺大輔（ローカルタレント）
- 甲斐麻友子（ローカルタレント）：旧城南町
- 塚原まきこ（ローカルタレント）
- 長木真琴（ローカルタレント）
- 長船なお美（ローカルタレント）
- マーガリン（ローカルタレント）
- 松村奈央（ローカルタレント）
- 宮川真美（ローカルタレント）
- 宮原恵津子（ローカルタレント（鹿児島県で活動、元南日本放送アナウンサー））
- 古田しおり（ミュージカル俳優）

### 音楽
- 中田裕二（シンガーソングライター）
- 東田トモヒロ（シンガーソングライター）：旧植木町
- 樋口了一（シンガーソングライター）
- 安倍里葎子（歌手）：札幌市育ち
- 宝野アリカ（歌手、「ALI PROJECT」）
- タケル（歌手）
- NESMITH（歌手、「EXILE」「THE SECOND from EXILE」）
- 森高千里（歌手。大阪府茨木市生まれ。）
- 上國料萌衣（アイドル歌手、アンジュルム）
- 青木美保（演歌歌手）
- 石川さゆり（演歌歌手）
- 島津亜矢（演歌歌手）：旧植木町
- 水前寺清子（演歌歌手、女優）
- チャーリー永谷（カントリー歌手）
- 宮前ユキ（カントリー歌手）
- 古瀬里恵（ジャズボーカリスト、ピアニスト、作曲家）
- 亀山勝子（ソプラノ歌手）
- 竹田昌史（アカペラ歌手、「A・cappellers」）
- ポチョムキン（ラッパー）
- 小島大介（ギタリスト、作曲家）
- 楯岡裕人（ギタリスト、「theSoul」）
- 菊住守代司（ドラマー、「キャプテンストライダム」）
- 村石雅行（ドラマー）
- 葉山拓亮（音楽プロデューサー、キーボーディスト、「Tourbillon」）
- 僕道1号（J-POPユニット）
  - 宮田啓司（ボーカル）
  - 岸本昂太郎（ギター）
- 佐藤迪（打楽器奏者、指揮者）
- 林田戦太郎（作曲家、マンドリン奏者）
- 福田隆（打楽器奏者）
- 出田りあ（マリンバ奏者）
- 瀬﨑明日香（ヴァイオリン奏者）：千葉県育ち
- 山崎貴子（ヴァイオリン奏者）

## スポーツ

### 野球
現役選手
- アドゥワ誠（プロ野球選手)
- 伊勢大夢（プロ野球選手）
- 岩貞祐太（プロ野球選手）
- 大竹耕太郎（プロ野球選手）
- 川野涼多（プロ野球選手）
- 桑原秀侍（プロ野球選手）
- 村上宗隆（プロ野球選手）：現・東区出身[1]。
- 猪口雄大（独立リーグ野球選手）
- 片岡安祐美（社会人野球選手）

引退選手
- 相木崇（元プロ野球選手・元社会人野球選手）
- 東瀬耕太郎（元プロ野球選手）
- 伊東勤（元プロ野球選手・監督）
- 猪本健太郎（元プロ野球選手）
- 江藤省三（元プロ野球選手・コーチ）
- 緒方耕一（元プロ野球選手、元コーチ）
- 河田寿司（元プロ野球選手）
- 古賀英彦（元プロ野球選手・二軍監督）
- 後藤次男（元プロ野球選手・監督）
- 古葉竹識（元プロ野球選手・監督）
- 西園寺昭夫（元プロ野球選手）
- 佐藤元彦（元プロ野球選手）
- 高倉照幸（元プロ野球選手）
- 高村洋介（元プロ野球選手）
- 高山久（元プロ野球選手）
- 武宮敏明（元プロ野球選手・二軍監督）
- 田中雅興（元プロ野球選手）
- 谷宏明（元プロ野球選手）
- 津末英明（元プロ野球選手）
- 中村晨（元プロ野球選手）
- 西里幸喜（元プロ野球選手）
- 平川雅敏（元プロ野球選手）
- 藤枝慎治（元プロ野球選手）
- 藤村大介（元プロ野球選手）
- 蓬萊昭彦（元プロ野球選手、現コーチ）
- 前田益穂（元プロ野球選手・監督）
- 松本輝（元プロ野球選手）
- 松元秀一郎（元プロ野球選手）
- 馬原孝浩（元プロ野球選手）
- 右田雅彦（元プロ野球選手）
- 柳田真宏（元プロ野球選手、俳優・歌手）
- 山本哲也（元プロ野球選手）
- 吉原正喜（元プロ野球選手）
- 米村和樹（元プロ野球選手）
- アドゥワ大（元独立リーグ野球選手）
- 古田昌幸（元社会人野球選手兼監督）
- 村上和幸（元社会人野球選手）
- 山口翔　(元広島カープ野球選手)

### サッカー
現役選手
- 網田慎
- 池谷友喜
- 江﨑巧朗
- 衛藤幹弥
- 大谷幸輝
- 岡本賢明
- 久木田紳吾
- 栗山裕貴
- 車屋紳太郎
- 坂本広大
- 佐藤祐介
- 高木純平
- 谷口彰悟
- 中田健太郎
- 西弘則
- 西森正明
- 原田拓
- 松尾昇悟
- 三原雅俊
- 山内祐一
- 小島圭巽
- 田尻康晴

引退選手
- 櫛野亮
- 佐藤真也
- 副島貴司
- 宮崎大志郎
- 森山佳郎
- 山口武士

### ゴルフ
- 青山加織
- 秋吉翔太
- 有村智恵
- 一ノ瀬優希
- 上田桃子
- 清元登子
- 古閑美保
- 坂田信弘
- 紫垣綾花
- 高村亜紀
- 田中瑞希
- 平瀬真由美
- 不動裕理

### 格闘技
- 阿蘇ヶ嶽寅吉（元大相撲力士）
- 稲ノ森勉（元大相撲力士）
- 鞍ヶ嶽楯右エ門（元大相撲力士）
- 小柳平助（元大相撲力士）：肥後国飽田郡
- 佐田の海貴士（大相撲力士）
- 潮錦義秋（元大相撲力士）：旧城南町
- 高錦昭應（元大相撲力士）：旧北部町
- 玉櫻八郎（元大相撲力士）
- 照瀬川邦昭（元大相撲力士）
- 輝山大峯（元大相撲力士）
- 時潮信雄（元大相撲力士）
- 花ノ藤昭三（元大相撲力士）：旧富合町
- 濱錦竜郎（元大相撲力士）
- 肥後ノ海直哉（元大相撲力士、現年寄・木瀬）
- 肥後嵐悠太（大相撲力士）：北区
- 肥後ノ城政和（大相撲力士）：旧城南町
- 不動岩三男（元大相撲力士）
- グレート草津（元プロレスラー）
- 佐藤悠己（プロレスラー）
- 潮﨑豪（プロレスラー）
- 堀口元気（プロレスラー）
- 吉岡世起（プロレスラー）
- 成宮真希（女子プロレスラー）
- 阿蘇しのぶ（元女子プロレスラー）
- 熊本ちえ（元プロレスリングレフェリー）
- 志土地希果（レスリング）
- 豊住徳太郎（プロボクサー）
- 重岡優大（プロボクサー）
- 重岡銀次朗（プロボクサー）
- 堤聖也（プロボクサー）
- 永田丈晶（プロボクサー）
- 小村つばさ（女子アマチュアボクシング選手）
- 神風莉央（女子キックボクサー）
- 井上誠午（総合格闘家）
- 大野熊雄（武道家）
- 岩田久和（柔道）
- 牛島辰熊（柔道）
- 木村政彦（柔道）
- 山本洋祐（柔道）
- 吉村和郎（柔道）
- 内村良一（剣道）
- 正代賢司（剣道）
- 高鍋進（剣道）
- 寺本将司（剣道）

### 競輪
- 緒方浩一
- 清嶋彰一（元競輪選手）
- 合志正臣
- 齊藤努（旧姓名：横田努）
- 手柴敦子*
- 中川誠一郎
- 中川諒子*
- 野口大誠
- 山内卓也

### その他の競技
- 小林慎太郎（バスケットボール選手）
- 平島久照（ラグビー選手）
- 田上稔（ラグビー選手）
- 朝日健太郎（元バレーボール選手、現ビーチバレー選手）
- 前村直樹（元バレーボール選手）
- 木村亜沙美（元女子バレーボール選手）
- 白垣里紗（女子バレーボール選手）
- 松浦寛子（女子バレーボール選手）
- 米村知子（女子プロテニス選手）：旧城南町
- 橋本博且（バドミントン選手）
- 坂田愛（卓球）
- 坂田倫子（卓球）
- 下長智子（卓球）
- 岡田正裕（元陸上選手、元亜細亜大学陸上競技部監督、現拓殖大学陸上競技部監督）
- 末續慎吾（陸上選手）
- 松野明美（元陸上選手、現熊本市議会議員）：旧植木町
- 境直行（元騎手、調教師）：旧植木町
- 村島俊策（騎手）
- ユーコ・スミダ・ジャクソン（ダンサー）：現・中央区

## その他
- 上塚周平（ブラジル日本人移民功労者）：旧城南町
- 内田司馬彦（裁判官）：山本郡山本村（現・北区植木町）
- 股野景親（外交官）
- 鹿島俊郎（普明会教団創始者）
- 海老名みや（キリスト教の婦人活動家）：肥後国上益城郡沼山津村（現・東区沼山津）
- 北森嘉蔵（牧師、神学者、東京神学大学名誉教授）
- 小崎弘道（牧師、同志社第2代社長）：肥後国託麻郡本山村（現・中央区）
- 沢村五郎（牧師、神学教育者、関西聖書神学校創設者）
- 竹崎八十雄（牧師、教育者）
- 武田一康（競輪専門紙経営者、競輪評論家）
- 武田圭二（競輪中継解説者、武田双雲の実父）
- 原田助（牧師、同志社第7代総長）
- 不破唯次郎（牧師）：肥後国託麻郡本山村（現・中央区）
- 横井時雄（牧師、同志社第3代社長、元衆議院議員）
- 藤井一瓠（教育家、神職）：中央区手取本町
- 木村駒子（神秘主義研究家、フェミニスト、女優）
- 鳩野宗巴 (8世)（医師）
- 梅田ミト（長寿日本一・世界一（日本初）だった女性）：飽田町（現・南区）
- 長崎ミツヱ（広島県で最高齢だった女性）

## 架空の人物
- 青葉弾道（ゴルファー。『DAN DOH!!』）
- 鈴木愛（主人公の娘。『パパはニュースキャスター』）
- 逸見エリカ（『ガールズ&パンツァー』）
- 西住まほ（『ガールズ&パンツァー』）
- 西住みほ（『ガールズ&パンツァー』主人公）

## ゆかりのある人物
- 宮本武蔵
- 種田山頭火：山口県西佐波令村（現・山口県防府市大道）出身
- 夏目漱石：江戸牛込馬場下横町（現・東京都新宿区喜久井町）出身
- 森鷗外：石見国津和野（現・島根県津和野町）出身
- 小泉八雲：ギリシャ・レフカダ島出身
- 吉田司家（大相撲行司）
- アルベルト・フジモリ（ペルーの元大統領）- 両親が熊本市出身：ペルー・リマ出身
- サンチアゴ・フジモリ（ペルーの弁護士、政治家）- 両親が熊本市出身：ペルー・リマ出身
- ケイコ・フジモリ（ペルーの実業家、政治家）- 祖父母が熊本市出身：ペルー・リマ出身
- 細川護熙（第79代内閣総理大臣、第4代熊本県知事）- 本籍地が熊本市：東京都千代田区出身
- 松前重義（東海大学創立者）- 小学5年時から熊本高等工業学校（現・熊本大学工学部）卒業まで熊本市在住：熊本県上益城郡嘉島町出身
- 渡辺京二（歴史学者、文明評論家）- 熊本市在住：京都府出身
- たつみや章（秋月こお）（小説家・熊本市議）- 熊本市在住：神奈川県出身
- 伊藤比呂美（詩人、小説家、エッセイスト）- 1984年から1997年まで熊本市在住：東京都出身
- 田中芳樹（小説家）- 1歳から高校卒業まで熊本市在住：熊本県本渡市（現・天草市）出身
- 榎田信衛門（メディアプロデューサー、放送作家、コラムニスト）- 熊本市在住：山梨県出身
- 木下順二（劇作家）：東京都文京区出身
- イルカ（歌手）- 市制100周年を記念して作られたくまもとマイソング「光るグリーンシティ」を唄った。：東京都中野区出身
- 伴都美子（歌手（Do As Infinity））- 2017年より在住：熊本県上益城郡矢部町（現・山都町）出身
- 野々村吏美（バレエダンサー）- 熊本市生まれ：宮崎県出身
- マッハ文朱（女優、タレント、歌手、元女子プロレスラー）- 熊本市生まれ：熊本県天草郡大矢野町（現・上天草市）出身
- 将軍岡本（プロレスラー、元大相撲力士・霧の若太郎）- 熊本市生まれ：熊本県阿蘇郡長陽村（現・南阿蘇村）出身
- 森山あすか（タレント） - 父（元プロサッカー選手・森山佳郎）が熊本市出身：広島市出身
- 定アキラ（プロレスラー）- 父が熊本市出身：東京都出身
- 宮本裕向（プロレスラー）- 母が熊本市出身：広島県佐伯郡吉和村（現・廿日市市）出身
- 藤吉佐緒里（バスケットボール選手） - 熊本市立桜木中学校に在学した：福岡県筑後市出身
- 麻原彰晃（宗教家）- 6歳から20歳まで熊本県立盲学校の寄宿舎で育つ：熊本県八代市出身

架空の人物
- 野原みさえ（主人公の母親。『クレヨンしんちゃん』）- 熊本市の小・中・高校を卒業：熊本県アソ市出身

## 名誉市民
| 氏 名    | 職 業          | 表彰年月日    | 出身地       |
| -------- | -------------- | ------------- | ------------ |
| 徳富蘇峰 | 評論家         | 1955年1月1日  | 熊本県水俣市 |
| 高橋守雄 | 官僚           | 1955年1月1日  | 熊本県       |
| 細川護立 | 細川家16代当主 | 1960年4月1日  | 東京都文京区 |
| 福田令寿 | 医師           | 1960年4月1日  | 熊本県宇城市 |
| 宇野哲人 | 漢文学者       | 1969年10月1日 | 熊本県熊本市 |
| 堅山南風 | 日本画家       | 1969年10月1日 | 熊本県熊本市 |
| 後藤是山 | 編集者         | 1979年10月1日 | 大分県竹田市 |
| 中村汀女 | 俳人           | 1979年10月1日 | 熊本県熊本市 |
| 安永蕗子 | 歌人           | 2009年10月1日 | 熊本県熊本市 |